# Verkligen
Verkligen – drugi album studyjny szwedzkiego zespołu Kent. Wydawnictwo zostało wydane rok po premierze debiutanckiego albumu zespołu pt. Kent, czyli 15 marca 1996 r.
Nazwa płyty znaczy naprawdę, rzeczywiście. Producent płyty to Niklas Perned.

## Lista utworów
1. Avtryck (3:11)
2. Kräm (så nära får ingen gå) (2:42)
3. Gravitation (3:44)
4. Istället för ljud (4:22)
5. 10 Minuter (För mig själv) (3:10)
6. En timme en minut (8:08)
7. Indianer (3:47)
8. Halka (3:03)
9. Thinner (3:59)
10. Vi kan väl vänta tills imorgon (6:55)